# سیارک ۱۴۸۰
سیارک ۱۴۸۰ (به انگلیسی: 1480 Aunus، نامگذاری:1938DK) هزار و چهارصد و هشتادمین سیارک کشف شده‌است که در ۱۸ فوریه ۱۹۳۸ کشف شد.
قدر مطلق سیارک برابر ۱۳٫۱۰ است.